# KZ Börgermoor
Koordinaten: 53° 1′ 3″ N, 7° 31′ 27″ O
Das KZ Börgermoor bei der heutigen Gemeinde Surwold, Ortsteil Börgermoor, war eines der ersten Konzentrationslager, geplant für zunächst 1.000 „Schutzhäftlinge“. Im Juni 1933 wurde es mit den ersten Häftlingen belegt. Es ist eines der Emslandlager, die von den Nationalsozialisten errichtet wurden. Ab April 1934 war es ein Strafgefangenenlager des Reichsministeriums der Justiz.

## 1933/34

Pressenotiz über die Gründung des KZ Börgermoor, vermutlich aus einem katholischen Presseerzeugnis, Datum fraglich (wohl Ende Juni 1933)

1933 wurden politische Häftlinge vor allem aus den Industriegebieten an Rhein und Ruhr nach Börgermoor verschleppt. Das Lager befand sich im Norden von Surwold, etwas oberhalb der heutigen Bundesstraße 401, und war das erste der späteren Emslandlager. Die Bewachung wurde in der ersten Zeit noch von Osnabrücker Schutzpolizisten durchgeführt, ab Juli 1933 wurden sie jedoch von Wachmannschaften der SS-Gruppe West abgelöst. Die SS führte im Lager ein striktes Regime durch. Beschwerden aus der Bevölkerung bewirkten jedoch, dass die Bewachung ab Ende Oktober 1933 wieder durch die Polizei erfolgte, die die Wachmannschaften zum großen Teil aus SA-Angehörigen rekrutierte. Die Häftlinge bauten das Lager Börgermoor und KZ Esterwegen auf und waren bei der Moorkultivierung eingesetzt.
Kurz vor Weihnachten 1933 wurden viele Gefangene wieder entlassen, nachdem sie unterschreiben hatten müssen, über das Leben im Lager Stillschweigen zu bewahren.

## 1934 bis 1945

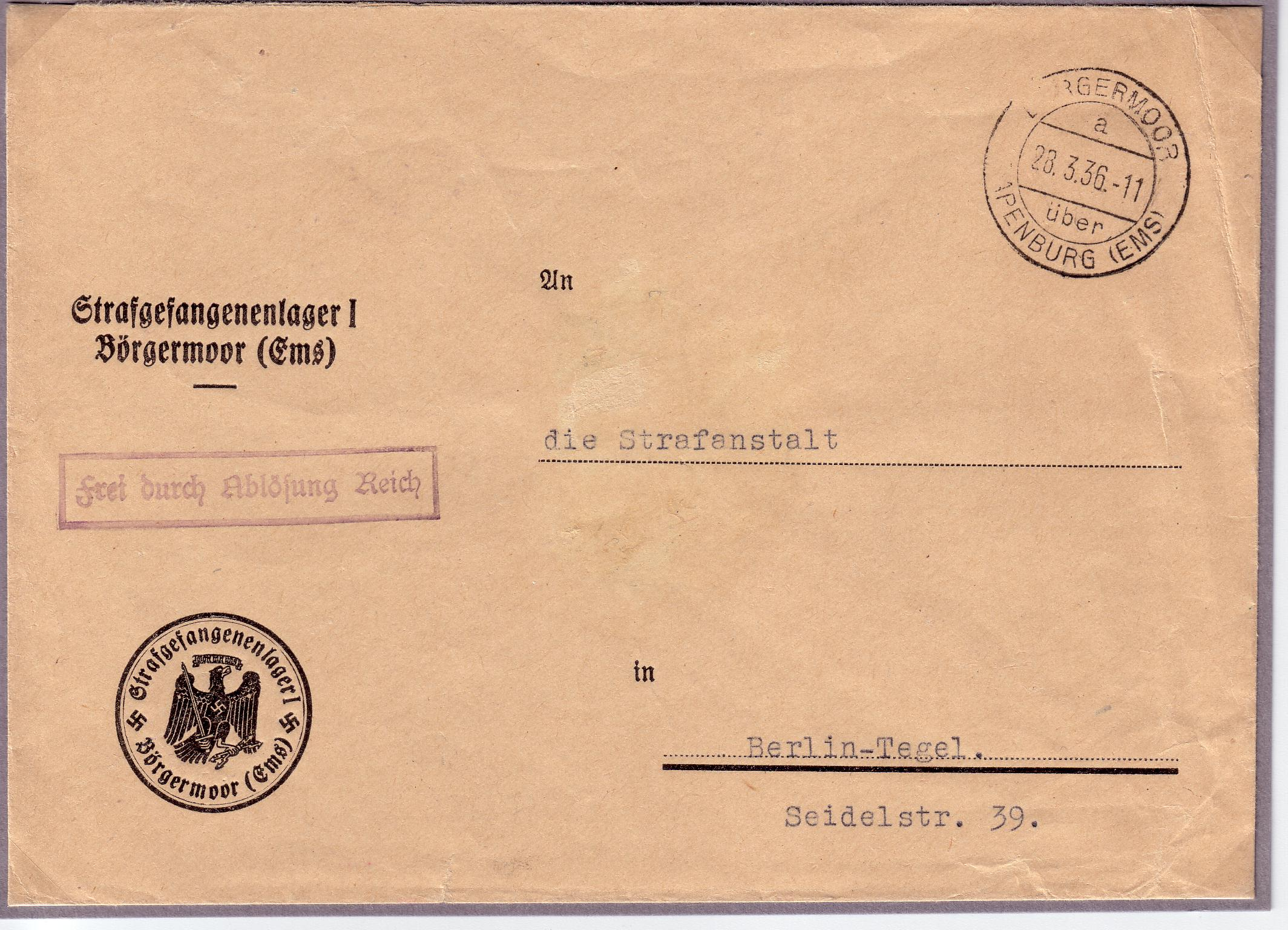
Dienstbrief des Strafgefangenenlagers I -Börgermoor vom 28. März 1936

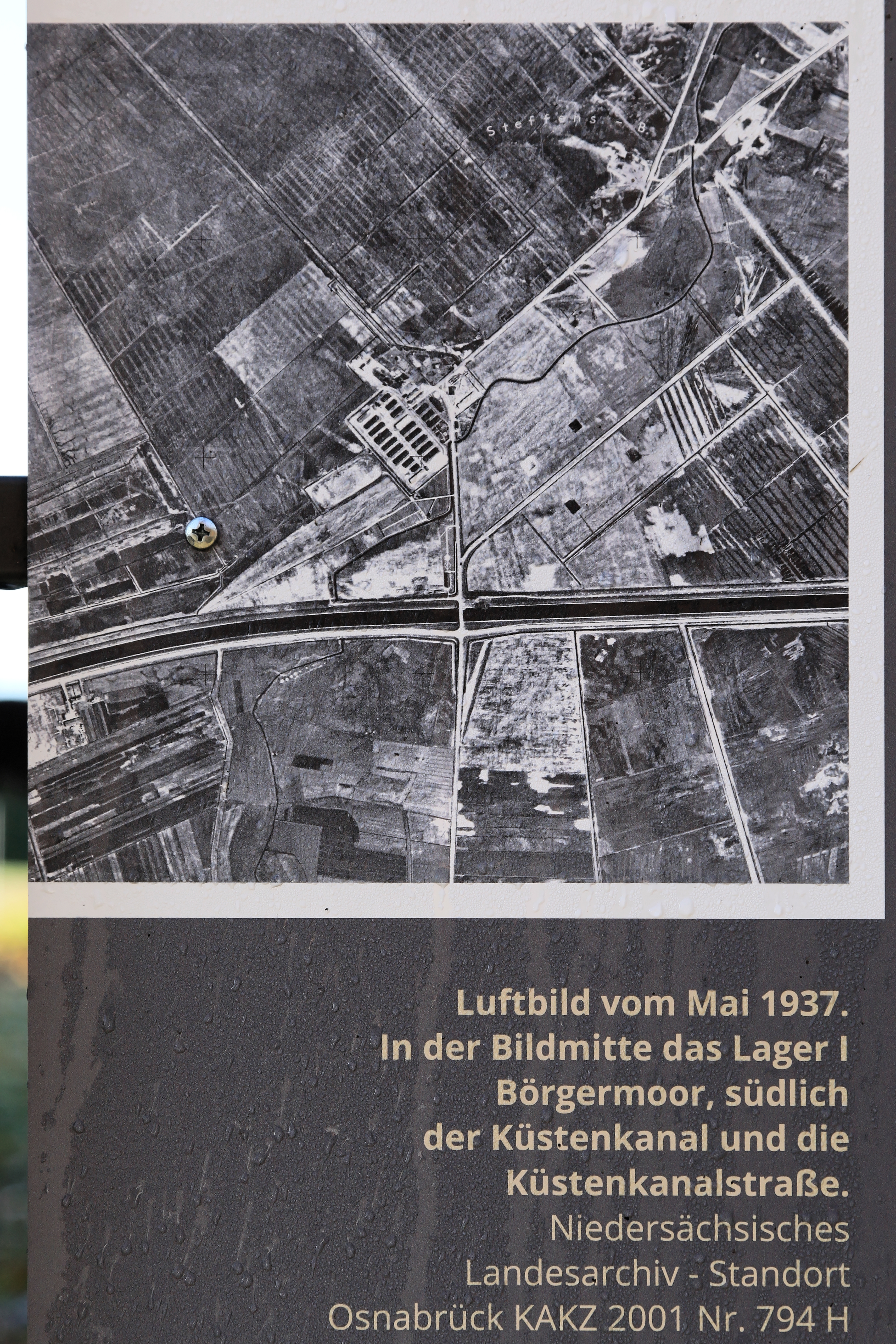
Luftbild des KZ Börgermoor, 1937

Im Mai 1934 wurde Börgermoor als „Strafgefangenenlager“ dem Reichsministerium der Justiz unterstellt. Die Zusammensetzung der Häftlinge änderte sich; den Strafgefangenen wurden Delikte wie „schwerer Diebstahl“, „Unterschlagung“ und „Betrug“ vorgeworfen. Dazu gehörten auch Homosexuelle. Die politischen Häftlinge wurden ab 1937 auf das Lager II Aschendorfermoor konzentriert. Ab 1940 kamen zunehmend wehrmachtgerichtlich verurteilte Soldaten hinzu. Der Anteil der überwiegend militärgerichtlich Verurteilten lag spätestens nach 1942 deutlich über 50 %.
Im Mai 1937 erfolgte der Ausbau der Aufnahmekapazität auf 1.500 Gefangene. Mit Kriegsbeginn wurde Börgermoor außerdem Strafvollzugsort für „Militärstrafgefangene“, die wegen Fahnenflucht, „unerlaubter Entfernung“ oder „Wehrkraftzersetzung“ inhaftiert waren.
Die Häftlinge wurden in der Landwirtschaft und Rüstungsindustrie eingesetzt und mussten Altmaterialien sortieren.
An Deportationen aus Börgermoor sind bekannt:
- 1941 überstellte das Lager Gefangene für Arbeitskommandos in Norwegen;
- im Oktober 1943 für das „Kdo X“ in Calais, Frankreich;
- im Januar und April 1944 ebenfalls für das „Kdo X“ in Samer, Frankreich.

An Deportationen nach Börgermoor sind bekannt:
- am 20. Mai 1944 1.300 überwiegend deutsche Häftlinge, davon waren fast 600 „Militärstrafgefangene“;
- im März/April 1944: vorübergehende Überstellung von 920 „NN“-Häftlingen aus dem Strafgefangenenlager Esterwegen (NN: „Nacht und Nebel“, Widerstandskämpfer aus Frankreich, Belgien und aus den Niederlanden, die Spionage- und Sabotagehandlungen, Streiks und andere Aktionen organisiert und durchgeführt hatten, siehe auch Nacht-und-Nebel-Erlass);
- ab Spätsommer 1944 einige luxemburgische „Kriegstäter“;
- seit Januar 1945 zusätzlich etwa 400 Untersuchungshäftlinge von Militärgerichten.

Am 10. April 1945 trieb die Lagerleitung die Gefangenen zusammen mit Häftlingen aus dem Lager Esterwegen auf einen Todesmarsch. Etwa 700 Häftlinge und 400 Untersuchungshäftlinge mussten nach Collinghorst marschieren. Nach einer Übernachtung in Völlenerkönigsfehn erreichten die Überlebenden am 11. April 1945 Aschendorfermoor. Über die Zahl der Todesopfer im Lager und während des Todesmarsches ist nur sehr wenig bekannt. Die standesamtlich registrierte Zahl der Todesfälle beläuft sich auf 237.

## Nach 1945

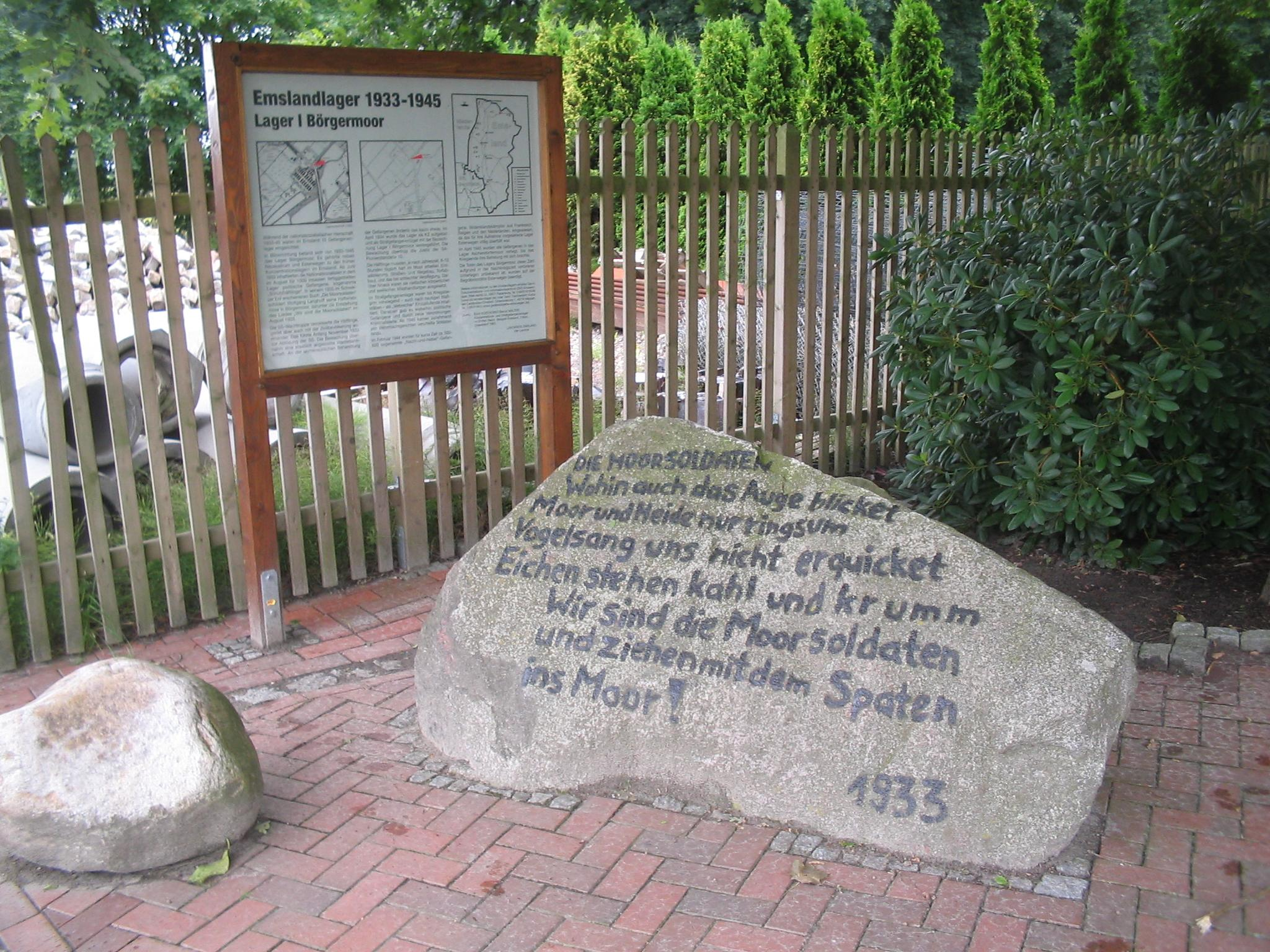
Gedenkstein und -tafel am Eingang zum früheren KZ Börgermoor

Der KZ-Lagerleiter Wilhelm Rohde für die Zeit zwischen April 1938 und Februar 1941 wurde 1950 vom Landgericht Berlin zu fünfzehn Jahren Zuchthaus verurteilt, das Urteil wurde 1959 aufgehoben.
Bis Mitte der 1960er Jahre wurde das Lager unter der Bezeichnung „Strafanstalten Emsland, Abteilung Börgermoor“ als Gefängnis genutzt. Später wurde es abgerissen. Informationstafeln an dieser Stelle erinnern heute an die dortige Vergangenheit.

## Die Moorsoldaten

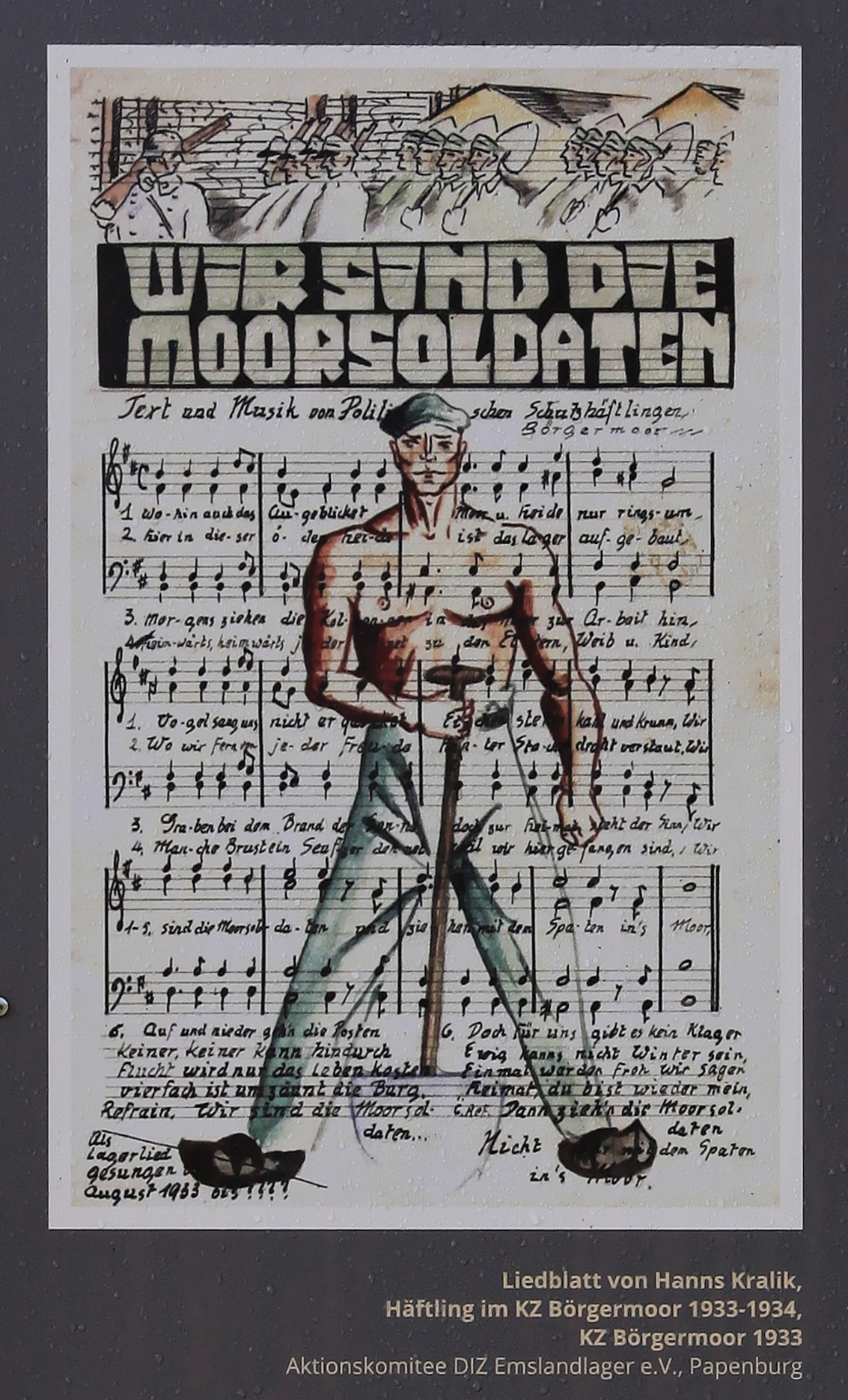
Titelblatt „Die Moorsoldaten“ von Hanns Kralik, 1933

Das berühmte Lied Die Moorsoldaten entstand im KZ Börgermoor. Texter des Liedes waren der Bergmann Johann Esser und der Schauspieler und Regisseur Wolfgang Langhoff, die Musik stammt vom kaufmännischen Angestellten Rudi Goguel. Das Lied wurde am 27. August 1933 bei einer Veranstaltung mit dem Titel „Zirkus Konzentrazani“ von 16 Häftlingen, ehemaligen Mitgliedern des Solinger Arbeitergesangvereins, aufgeführt und kurz danach von der SS-Lagerleitung verboten. Dennoch wurde das Lied von den Häftlingen im Geheimen weiterverbreitet; durch entlassene oder in andere Lager verlegte Gefangene wurde es über Börgermoor hinaus bekannt. Im spanischen Bürgerkrieg sangen es die Internationalen Brigaden, in Frankreich wurde es unter dem Titel „Chant des Marais“ zum Lied der Résistance.
1938 produzierte Mosfilm unter der Regie von Alexander Matscheret den Spielfilm Болотные солдаты (Die Moorsoldaten), dessen Handlung in einem deutschen Konzentrationslager angelegt ist. Soweit bekannt, wurde der Film nach 1945 nicht in Deutschland aufgeführt. In den USA erfolgte die Aufführung unter dem Titel Concentration Camp am 19. März 1939.

## Bekannte Häftlinge
- Julius Adler, 1928–1933 Reichstagsabgeordneter, KPD
- Adolf Bender, Maler
- Ernst Brandt, KPD-Politiker, 1948-1950 Minister für Land- und Forstwirtschaft des Landes Sachsen-Anhalt
- Willi Dickhut, KPD-Mitglied, Mitbegründer der MLPD
- Friedrich Ebert junior, 1933
- Johann Esser
- Gustav Flohr, Spanienkämpfer, KPD-Politiker
- Rudi Goguel
- Kurt Goldstein, Spanienkämpfer, Ehrenvorsitzender des Internationalen Auschwitz Komitees
- Walter Griesbach, KPD-Mitglied
- Hans Hackmack
- Theodor Haubach, SPD, Mitglied des Kreisauer Kreises, hingerichtet am 23. Januar 1945 in Plötzensee.
- Ernst Heilmann
- Heinrich Hirtsiefer, 1921–1933 preuß. Minister, Zentrum
- Alfred Kantorowicz, Professor der Zahnmedizin der Universität Bonn
- Hans Kiefert, KPD-Mitglied
- Heinz Kiwitz, Grafiker und Spanienkämpfer
- Hanns Kralik, Maler und Grafiker
- August Landmesser, verurteilt wegen „Rassenschande“
- Wolfgang Langhoff
- Alfred Lemmnitz
- Wilhelm Leuschner, SPD, Mitglied des Kreisauer Kreises, hingerichtet am 29. September 1944 in Plötzensee.
- Dagobert Lubinski, 1933 Lager 03, aus der KPD ausgeschlosse, dann KPO.
- Carlo Mierendorff, SPD, Mitglied des Kreisauer Kreises, getötet bei einem Luftangriff  am 4. Dezember 1943.
- Leonhard Oesterle
- Karl Schabrod, KPD-Mitglied
- Karl Schröder
- Erwin Schulz, letzter überlebender „Moorsoldat“[6]
- Alexander Schwab, USPD, dann KAPD, nach Hochverratsprozeß 1937 in verschiedenen Haftanstalten, im Nov. 1943 im Zuchthaus Zwickau gestorben.
- Siegmund Sredzki, Widerstandskämpfer, KPD-Mitglied
- Walter Vesper, KPD-Politiker
- Albert Wagner, SPD-Politiker
- Nikolaus Wasser
- Peter Waterkortte, Journalist, KPD-Mitglied
- Armin T. Wegner[7]
- Hermann Wohlgethan, KPD-Mitglied
- Raimund Zimpernik

## Ausstellungen
Einige Gegenstände aus Börgermoor befinden sich in der Ernst Thälmann-Gedenkstätte in Hamburg in der Vitrine 22.
Die Geschichte dieses und der anderen 14 Emslandlager wird im Dokumentations- und Informationszentrum Emslandlager in der Gedenkstätte Esterwegen dargestellt.